# Lawrence DeLucas
Lawrence James DeLucas (* 11. července 1950 Syracuse, stát New York, Spojené státy americké) je americký vědec a astronaut, 272. člověk ve vesmíru po absolvování letu raketoplánem.

## Život

### Mládí a výcvik
Vysokoškolské vzdělání v oboru chemie získal na Univerzitě Birmingham v Alabamě (University of Alabama at Birmingham). Zde také již jako doktor získal v letech 1994-1996 zaměstnání ve vědeckém centru makromolekulární chemie (The Center for Biophysical Sciences and Engineering, The University of Alabama at Birmingham), později se stal jeho ředitelem. Je autorem 25 patentů a dvou vědeckých knih.
Ještě před svým letem se oženil a založil si rodinu. Jeho manželkou je Katherine Gesterová, mají dceru Katherine (* 1983) a dva syny – Roberta (* 1982) a Johna (* 1987).
Používá přezdívku Larry. Jeho zájmy: basketbal, bowling, modely letadel, astronomie.

### Let do vesmíru
Raketoplán Columbia odstartoval ke svému 12. letu z floridského kosmodromu na Mysu Canaveral počátkem léta roku 1992. Na jeho palubě byla jednak vědecká laboratoř Spacelab v provedení USML-1 a také sedmičlenná mezinárodní posádka. Velitelem mise byl Richard Richards, s DeLucasem letěli dále Kenneth Bowersox, Carl Medade, Eugene Trinh z Vietnamu a dvě ženy, Bonnie Dunbaiová a Ellen Bakerová. Doktor DeLucas, kterému bylo necelých 42 let, zde byl jakožto univerzitní biochemik specialistou pro užitečné zařízení, tedy obsluhou Spacelabu. Mise získala v té době rekord v délce letu raketoplánu také díky odkládanému přistání pro špatné počasí na kosmodromech v USA. Nakonec přistáli tam kde startovali, na Floridě. V evidenci COSPAR byl let katalogizován 1992-034A.
Je registrován jako 272. člověk ve vesmíru s 13 dny strávenými v kosmu.
- STS-50 Columbia, start 25. června 1992, přistání 9. července 1992